# Чемпіонат світу з літнього біатлону 2015
20-й чемпіонат світу з літнього біатлону проходив в румунському Кейле Гредіштей поблизу Брашова з 26 по 30 серпня 2015 року.

## Учасники
В чемпіонаті брали участь 26 команд з таких країн:
- Білорусь
- Бельгія
- Болгарія
- Боснія і Герцеговина
- Велика Британія
- Вірменія
- Греція
- Естонія
- Казахстан
- Латвія
- Литва
- Молдова
- Німеччина
- Польща
- Росія
- Румунія
- Сербія
- Словаччина
- Словенія
- Туреччина
- Угорщина
- Узбекистан
- Україна
- Фінляндія
- Хорватія
- Чехія

## Результати гонок чемпіонату

### Юніори

#### Чоловіки
| Гонка:                                        | Золото:                 | Час               | Срібло:                 | Час             | Бронза:               | Час             |
| Спринт, юніори, 10 км Протокол                | Антон Мігда Україна     | 24:08.1 (0+0)     | Маріуш Унгуряну Румунія | +7.2 (0+0)      | Ян Буріан Чехія       | +17.7 (1+0)     |
| Гонка переслідування, юніори 12,5 км Протокол | Маріуш Унгуряну Румунія | 37:28.0 (0+1+3+2) | Олексій Чулєв Росія     | +23.6 (0+1+0+0) | Ондржей Сантора Чехія | +29.9 (2+0+0+1) |

#### Жінки
| Гонка:                                       | Золото:                     | Час               | Срібло:                | Час             | Бронза:                | Час               |
| Спринт, юніорки 7,5 км Протокол              | Анастасія Меркушина Україна | 22:26.0 (0+0)     | Юлія Журавок Україна   | +32.7 (0+0)     | Крістіна Резцова Росія | +42.9 (0+1)       |
| Гонка переслідування, юніорки 10 км Протокол | Анастасія Меркушина Україна | 31:14.4 (1+1+0+2) | Крістіна Резцова Росія | +36.9 (0+2+0+0) | Юлія Журавок Україна   | +1:28.0 (0+1+0+2) |

#### Змішана естафета
| Гонка:                                          | Золото:                                                               | Час                                                       | Срібло:                                                            | Час                                                     | Бронза:                                                                  | Час                                                     |
| Змішана естафета 2 x 6 км + 2 x 7,5 км Протокол | Україна Юлія Журавок Анастасія Меркушина Олександр Морієв Максим Івко | 1:19:48.4 (0+1) (0+1) (0+1) (0+2) (0+0) (0+0) (0+1) (0+2) | Чехія Симона Марикова Маркета Давидова Ондрей Сантора Ондрей Хозей | +1:32.4 (0+0) (0+0) (0+1) (0+0) (1+3) (1+3) (0+1) (0+2) | Росія Крістіна Резцова Наталія Гербулова Нікіта Поршнев Кірілл Стрельцов | +3:25.8 (0+0) (0+1) (0+2) (0+0) (3+3) (0+2) (0+3) (0+2) |

### Дорослі

#### Чоловіки
| Гонка:                                           | Золото:                   | Час               | Срібло:             | Час             | Бронза:                   | Час             |
| Спринт, чоловіки, 10 км Протокол                 | Владімір Ілієв Болгарія   | 22:38.8 (0+1)     | Артем Прима Україна | +26.0 (0+0)     | Мартін Отченаш Словаччина | +49.9 (2+1)     |
| Гонка переслідування, чоловіки, 12,5 км Протокол | Мартін Отченаш Словаччина | 35:30.7 (0+0+3+1) | Артем Прима Україна | +28.6 (2+2+0+0) | Матей Казар Словаччина    | +42.0 (1+2+2+0) |

#### Жінки
| Гонка:                                      | Золото:                | Час               | Срібло:              | Час             | Бронза:                   | Час               |
| Спринт, жінки, 7,5 км Протокол              | Ольга Абрамова Україна | 21:52.2 (0+0)     | Моніка Гойніш Польща | +4.9 (0+1)      | Магделена Гвіздонь Польща | +1:17.0 (0+2)     |
| Гонка переслідування, жінки, 10 км Протокол | Ольга Абрамова Україна | 30:44.6 (3+0+0+2) | Моніка Гойніш Польща | +52.7 (1+2+2+2) | Юлія Джима Україна        | +1:09.7 (0+1+0+1) |

#### Змішана естафета
| Гонка:                                          | Золото:                                                                 | Час                                                       | Срібло:                                                                   | Час                                                   | Бронза:                                                         | Час                                                   |
| Змішана естафета 2 x 6 км + 2 x 7,5 км Протокол | Росія Катерина Аввакумова Ольга Каліна Сергій Клячин Сергій Корастильов | 1:18:08.9 (0+2) (0+3) (0+1) (0+3) (0+1) (1+3) (0+0) (0+2) | Болгарія Емілія Йорданова Десіслава Стоянова Антон Сінапов Владімір Ілієв | +26.8 (0+0) (0+1) (1+3) (1+3) (0+3) (2+3) (0+0) (0+3) | Румунія Лумініца Піскоран Река Форіка Георге Поп Корнел Пучіану | +38.6 (0+1) (0+1) (0+2) (0+0) (0+2) (0+1) (1+3) (0+0) |

## Медальний залік
| Місце | Країна     |   |   |   | Всього |
| ----- | ---------- | - | - | - | ------ |
| 1     | Україна    | 6 | 3 | 2 | 11     |
| 2     | Росія      | 1 | 2 | 2 | 5      |
| 3     | Румунія    | 1 | 1 | 1 | 3      |
| 4     | Болгарія   | 1 | 1 | 0 | 2      |
| 5     | Словаччина | 1 | 0 | 2 | 3      |
| 6     | Польща     | 0 | 2 | 1 | 3      |
| 7     | Чехія      | 0 | 1 | 2 | 3      |

| Місце | Країна     |   |   |   | Всього |
| ----- | ---------- | - | - | - | ------ |
| 1     | Україна    | 2 | 2 | 1 | 5      |
| 2     | Болгарія   | 1 | 1 | 0 | 2      |
| 3     | Словаччина | 1 | 0 | 2 | 3      |
| 4     | Росія      | 1 | 0 | 0 | 1      |
| 5     | Польща     | 0 | 2 | 1 | 3      |
| 6     | Румунія    | 0 | 0 | 1 | 1      |

| Місце | Країна  |   |   |   | Всього |
| ----- | ------- | - | - | - | ------ |
| 1     | Україна | 4 | 1 | 1 | 6      |
| 2     | Румунія | 1 | 1 | 0 | 2      |
| 3     | Росія   | 0 | 2 | 2 | 4      |
| 4     | Чехія   | 0 | 1 | 2 | 3      |